# Saison 3 d'Angel
 (avril 2024).
Si vous disposez d'ouvrages ou d'articles de référence ou si vous connaissez des sites web de qualité traitant du thème abordé ici, merci de compléter l'article en donnant les références utiles à sa vérifiabilité et en les liant à la section « Notes et références ».
Chronologie
Saison 2 et Saison 5 de Buffy contre les vampires Saison 4 et Saison 7 de Buffy contre les vampires
La saison 3 d’Angel est composée de 22 épisodes. Elle raconte l'histoire d'Angel et de son équipe, du deuil du vampire de la mort de Buffy jusqu'à son emprisonnement par Connor. 

## Évènements principaux
Après s'être exilé trois mois de retraite dans un monastère tibétain à la suite de l'annonce de la mort de Buffy, Angel est de retour à Los Angeles pour reprendre son combat contre les créatures démoniaques et aider les personnes en détresse avec son équipe. Lorne et la jeune Fred, revenue de Pylea avec le reste du groupe, s'installent tous les deux à l'hôtel Hypérion et rejoignent l'équipe. La jeune fille, perturbée par son séjour dans une dimension étrangère, reprend peu à peu ses marques.  
Après avoir appris la résurrection de Buffy et revu la Tueuse, Angel est confronté au retour d'une Darla enceinte : depuis qu'ils ont couché ensemble plusieurs mois auparavant, la vampire attend un enfant, le premier conçu naturellement par deux vampires. Le groupe découvre plus tard qu'il est humain et qu'il s'agit d'un garçon. D'abord dégoûtée et désespérée de son état, la vampire commence à éprouver de l'amour pour son fils, imprégnée par son humanité. En parallèle, Daniel Holtz, un chasseur de vampires anglais dont Angel et Darla ont tué la famille en 1764, est téléporté à Los Angeles depuis l'année 1773 par le démon Sarjhan. Holtz et les avocats de Wolfram & Hart traquent les deux vampires, le premier pour se venger, les second pour mettre la main sur l'enfant et pouvoir l'étudier. 
Après une grossesse difficile, Darla commence à accoucher alors qu'elle et Angel prévoient de quitter la ville avec les autres membres de l'équipe, et qu'ils sont tous traqués par Holtz. Ayant réalisé qu'elle perdra son âme dès la naissance de son enfant, elle fait promettre à Angel de le protéger avant de se planter un pieu dans le cœur, ne laissant que son fils derrière elle. Angel doit désormais s'occuper de son enfant, aidé des autres membres de son équipe. Afin de ne pas mourir des visions envoyées par les Puissances supérieures et de continuer à pouvoir aider ses amis, Cordelia accepte, guidée par le démon Skip, de devenir à moitié-démon. Elle finit par reprendre sa relation avec Groosalugg, arrivé à l'improviste de Pylea, alors qu'elle s'était rapprochée d'Angel et que le vampire commençait à avoir des sentiments pour elle. En parallèle, Fred et Gunn se mettent en couple, au grand dam de Wesley, amoureux de la jeune femme. 
Mais l'ancien Observateur finit par découvrir une prophétie selon laquelle Angel va tuer son fils. Terrifié, il décide de trahir ses amis et de se rapprocher de Holtz. Entretemps, ce dernier, qui a appris l'existence du bébé après que Sarjhan la lui ait caché, a monté une équipe de chasseurs de vampires composée d'humains. Wesley passe un accord avec le chasseur, selon lequel il doit l'aider à protéger le nouveau-né de son père, espérant que le chasseur ne tuera jamais un bébé innocent. Mais Holtz le trahit, et Justine, son bras droit, enlève le bébé et tranche la gorge de Wesley, qui ne survit que de justesse. Alors que Justine et Holz s'apprêtent à s'enfuir, ils sont rattrapés par Angel, Wolfram & Hart et Sarjhan. Le démon voulant la mort de l'enfant, il ouvre un portail vers la dimension démoniaque de Quor-Toth, dans lequel Holtz se jette avec le bébé, laissant un Angel dévasté par la perte de son fils. Plus tard, son équipe découvre les motivations de Wesley, et que la prophétie qu'il a déchiffrée a été modifiée par Sarjhan pour éviter que Connor ne le tue, conformément à une autre prophétie. Le démon est finalement piégé par Justine dans une urne magique. Se rendant au chevet de Wesley à l'hôpital, Angel, fou de rage et tenant l'érudit pour responsable, le renvoie de l'équipe après avoir tenté de le tuer. 
Quelques semaines plus tard, Connor et Holtz sont de retour de Quor-Toth. Le temps s'écoulant plus rapidement dans cette dimension que sur Terre, le garçon est désormais âgé de 18 ans. Élevé par Holtz comme son fils, et endoctriné par les mensonges du chasseur, le garçon, qui se fait appeler Steven, voue une haine viscérale à son père biologique. Il se rapproche de lui et de son équipe, suivant les ordres de son père adoptif. Lorsque le vampire apprend que le chasseur est également revenu, il le confronte, mais Holtz prétend ne vouloir que le bien de son fils, et désirer qu'il vive une vie paisible avec son père biologique. En réalité, le chasseur, en ultime vengeance contre le vampire pour le meurtre de sa famille, demande à Justine de le tuer et de maquiller son décès afin de faire croire que Connor qu'il a été assassiné par Angel, ce que croit effectivement le garçon. 
Ayant quitté Groosalugg, Cordelia s'apprête à rejoindre le vampire et lui avouer son amour. Mais elle est interrompue en chemin par Skip, qui lui annonce qu'elle piquet désormais devenir une Puissance supérieure, ce qu'elle accepte. Angel, quant à lui, est battu et enfermé par son fils dans un coffre qu'il jette au fond de l'océan. Lorne étant parti devenir chanteur à Las Vegas et Wesley étant encore exclu de l'équipe, Fred et Gunn se retrouvent seuls, sans nouvelles de leurs amis.

## Distribution

### Acteurs principaux
- David Boreanaz (VF : Patrick Borg) : Angel
- Charisma Carpenter (VF : Malvina Germain) : Cordelia Chase (19 épisodes)
- Alexis Denisof (VF : Eric Legrand) : Wesley Wyndam-Pryce
- J. August Richards (VF : Bertrand Liebert) : Charles Gunn
- Amy Acker (VF : Léa Gabriele) : Winifred « Fred » Burkle

### Acteurs secondaires
- Andy Hallett (VF : Pierre-François Pistorio) : Lorne (18 épisodes)
- Stephanie Romanov : Lilah Morgan (13 épisodes)
- Keith Szarabajka : Daniel Holtz (11 épisodes)
- Daniel Dae Kim : Gavin Park (8 épisodes)
- Jack Conley : Sahjhan (7 épisodes)
- Laurel Holloman : Justine Cooper (7 épisodes)
- Mark Lutz : Groosalugg (7 épisodes)
- Julie Benz : Darla (5 épisodes)
- John Rubinstein : Linwood Murrow (5 épisodes)
- Vincent Kartheiser : Connor (4 épisodes)
- David Denman : Skip (3 épisodes)

## Équipe de production
| - Tim Minear (4 épisodes) - David Greenwalt (2) - Bill L. Norton (2) - Frederick King Keller (2) - James A. Contner (2) - Marita Grabiak (2) - David Grossman (2) - Turi Meyer (2) - Joss Whedon (1) - Skip Schoolnik (1) - Michael Grossman (1) - Terrence O'Hara (1) | - Jeffrey Bell : 6 épisodes (dont 2 en collaboration) - Tim Minear : 5 (dont 2 en collaboration) - David Greenwalt : 4 - Mere Smith : 3 - Scott Murphy : 2 - David Herschel Goodman : 2 - Joss Whedon : 1 - David Fury : 1 |

## Épisodes

### Épisode 1:À cœur perdu
- États-Unis : 24 septembre 2001 sur The WB
- France : 15 juin 2002 sur TF1

- Andy Hallett (Lorne)
- Julie Benz (Darla)
- Keith Szarabajka (Daniel Holtz)
- Ron Melendez (James)
- Kate Norby (Elisabeth)

### Épisode 2:Le Martyre de Cordelia
- États-Unis : 1er octobre 2001 sur The WB
- France : 22 juin 2002 sur TF1

- Andy Hallett (Lorne)
- Julie Benz (Darla)
- Stephanie Romanov (Lilah Morgan)
- Frank Salsedo (le shaman)
- Daniel Dae Kim (Gavin Park)
- David Denman (Skip)
- ((Josh Radnor))

### Épisode 3:Le Sens de la mission
- États-Unis : 8 octobre 2001 sur The WB
- France : date indéterminée

- Andy Hallett (Lorne)
- Jarrod Crawford (Rondell)
- Khalil Kain (Gio)

### Épisode 4:Dans la peau d'Angel
- États-Unis : 15 octobre 2001 sur The WB
- France : 29 juin 2002 sur TF1

- Stephanie Romanov (Lilah Morgan)
- Daniel Dae Kim (Gavin Park)
- Rance Howard (Marcus)
- Paul Benjamin (l'homme âgé)

### Épisode 5:Les Démons du passé
- États-Unis : 22 octobre 2001 sur The WB
- France : 6 juillet 2002 sur TF1

- Andy Hallett (Lorne)
- Jennifer Griffin (Trish Burkle)
- Gary Grubbs (Roger Burkle)

### Épisode 6:Billy
- États-Unis : 29 octobre 2001 sur The WB
- France : 13 juillet 2002 sur TF1

- Stephanie Romanov (Lilah Morgan)
- Daniel Dae Kim (Gavin Park)
- Justin Shilton (Billy Blim)

### Épisode 7:La Prophétie
- États-Unis : 5 novembre 2001 sur The WB
- France : 20 juillet 2002 sur TF1

- Andy Hallett (Lorne)
- Julie Benz (Darla)
- Keith Szarabajka (Daniel Holtz)
- Jack Conley (Sahjhan)
- Steve Tom (Stephen Mills)

### Épisode 8:Accélération
- États-Unis : 12 novembre 2001 sur The WB
- France : 27 juillet 2002 sur TF1
- Québec : 30 avril 2009 sur Mystère[1]

- Julie Benz (Darla)
- Stephanie Romanov (Lilah Morgan)
- Keith Szarabajka (Daniel Holtz)
- Jack Conley (Sahjhan)
- Daniel Dae Kim (Gavin Park)
- John Rubinstein (Linwood Murrow)
- José Yenque (le chef des vampires)

### Épisode 9:Le Fils d'Angel
- États-Unis : 19 novembre 2001 sur The WB
- France : 3 août 2002 sur TF1

- Andy Hallett (Lorne)
- Julie Benz (Darla)
- Stephanie Romanov (Lilah Morgan)
- Keith Szarabajka (Daniel Holtz)
- Jack Conley (Sahjhan)
- Daniel Dae Kim (Gavin Park)
- John Rubinstein (Linwood Murrow)
- Jim Ortlieb (le traducteur)

### Épisode 10:Papa
- États-Unis : 10 décembre 2001 sur The WB
- France : 10 août 2002 sur TF1

- Andy Hallett (Lorne)
- Stephanie Romanov (Lilah Morgan)
- Keith Szarabajka (Daniel Holtz)
- Jack Conley (Sahjhan)
- Laurel Holloman (Justine Cooper)
- Daniel Dae Kim (Gavin Park)
- John Rubinstein (Linwood Murrow)

### Épisode 11:Anniversaire
- États-Unis : 14 janvier 2002 sur The WB
- France : 17 août 2002 sur TF1

- Andy Hallett (Lorne)
- Max Baker (le réceptionniste de l'hôtel)
- Patrick Breen (Nevin)
- David Denman (Skip)

### Épisode 12:Soutien de famille
- États-Unis : 21 janvier 2002 sur The WB
- France : 24 août 2002 sur TF1

- Andy Hallett (Lorne)
- Keith Szarabajka (Daniel Holtz)
- Laurel Holloman (Justine Cooper)
- Eric Bruscotter (Brian)
- Sunny Mabrey (Allison)
- Jeffrey Dean Morgan (Sam Ryan)
- Tony Pasqualini (Harlan Elster)

### Épisode 13:Les Coulisses de l’éternité
- États-Unis : 4 février 2002 sur The WB
- France : 31 août 2002 sur TF1

- Andy Hallett (Lorne)
- Mark Harelik (le comte Kurskov)

### Épisode 14:Rivalités
- États-Unis : 18 février 2002 sur The WB
- France : 14 décembre 2002 sur TF1

- Andy Hallett (Lorne)
- Mark Lutz (Groosalugg)

### Épisode 15:Loyauté
- États-Unis : 25 février 2002 sur The WB
- France : 21 décembre 2002 sur TF1

- Stephanie Romanov (Lilah Morgan)
- Keith Szarabajka (Daniel Holtz)
- Jack Conley (Sahjhan)
- Laurel Holloman (Justine Cooper)
- Wendy Davis (Aubrey Jenkins)
- Enrique Castillo (le docteur)

### Épisode 16:Bonne nuit Connor
- États-Unis : 4 mars 2002 sur The WB
- France : 28 décembre 2002 sur TF1

- Andy Hallett (Lorne)
- Stephanie Romanov (Lilah Morgan)
- Keith Szarabajka (Daniel Holtz)
- Jack Conley (Sahjhan)
- Laurel Holloman (Justine Cooper)
- Marina Benedict (Kim)

### Épisode 17:Impardonnable
- États-Unis : 15 avril 2002 sur The WB
- France : 4 janvier 2003 sur TF1

- Andy Hallett (Lorne)
- Stephanie Romanov (Lilah Morgan)
- Jack Conley (Sahjhan)
- Laurel Holloman (Justine Cooper)
- John Rubinstein (Linwood Murrow)

### Épisode 18:Quitte ou double
- États-Unis : 22 avril 2002 sur The WB
- France : 11 janvier 2003 sur TF1

- Andy Hallett (Lorne)
- Mark Lutz (Groosalugg)
- Jason Carter (Repo-Man)
- Patrick St. Esprit (Jenoff)

### Épisode 19:Le Prix à payer
- États-Unis : 29 avril 2002 sur The WB
- France : 18 janvier 2003 sur TF1

- Andy Hallett (Lorne)
- Stephanie Romanov (Lilah Morgan)
- Daniel Dae Kim (Gavin Park)
- Mark Lutz (Groosalugg)
- John Short (Monsieur Spivey)

### Épisode 20:Un nouveau monde
- États-Unis : 6 mai 2002 sur The WB
- France : le 25 janvier 2003 sur TF1

- Andy Hallett (Lorne)
- Stephanie Romanov (Lilah Morgan)
- Vincent Kartheiser (Connor)
- Mark Lutz (Groosalugg)
- Anthony Starke (Tyke)
- Erika Thormahlen (Sunny)
- Deborah Zoe (Maîtresse Meerna)

### Épisode 21:Bénédiction
- États-Unis : 13 mai 2002 sur The WB
- France : 1er février 2003 sur TF1

- Andy Hallett (Lorne)
- Stephanie Romanov (Lilah Morgan)
- Keith Szarabajka (Daniel Holtz)
- Vincent Kartheiser (Connor)
- Mark Lutz (Groosalugg)
- Laurel Holloman (Justine Cooper)

### Épisode 22:Demain
- États-Unis : 20 mai 2002 sur The WB
- France : 15 février 2003 sur TF1

- Andy Hallett (Lorne)
- Stephanie Romanov (Lilah Morgan)
- Keith Szarabajka (Daniel Holtz)
- Vincent Kartheiser (Connor)
- Mark Lutz (Groosalugg)
- Laurel Holloman (Justine Cooper)
- Daniel Dae Kim (Gavin Park)
- John Rubinstein (Linwood Murrow)
- David Denman (Skip)

## DVD
La saison 3 en DVD se présente sous la forme d'un coffret de 6 DVD comprenant les 22 épisodes de la saison ainsi que les versions commentées des épisodes suivants :
- Billy commenté par Tim Minear et Jeffrey Bell
- Le Fils d'Angel commenté par Tim Minear et Mere Smith
- Les Coulisses de l'éternité commenté par Joss Whedon

Parmi les autres bonus se trouvent un bêtisier ainsi que plusieurs documentaires sur :
- le personnage de Darla
- l'ensemble de la saison
- la scénarisation et la réalisation des épisodes